# Antonio Pio Saracino
Pour les articles homonymes, voir Saracino.
Antonio Pio Saracino, né en 1976 dans la région des Pouilles en Italie, est un architecte et designer italien installé à New York. 
Saracino a été formé à l'université La Sapienza à Rome. 
Il a conçu des monuments, bâtiments et mobilier moderne, et plusieurs de ses créations font partie des collections permanentes des musées, tels que le Brooklyn Museum et le Museum of Arts and Design dans la ville de New York, ainsi que le Powerhouse Museum à Sydney,. Son travail a été présenté dans des expositions internationales et a été remarqué dans des publications comme le New York Times,, le The Wall Street Journal et Gulf News. Parmi ses réalisations notables figurent les statues d'art publiques The Guardians : héros et super-héros exposé dans Manhattan à Bryant Park.  Vogue l'a ainsi nommé  « l'artiste italien le plus fructueux et productif à l'étranger » et il a remporté plusieurs prix pour son travail.